# Jag är inte beredd att dö än
Jag är inte beredd att dö än är en svensk dokumentärfilm från 2014, producerad och regisserad av Fredrik Egerstrand och Kalle Gustafsson Jerneholm. Filmen följer den svenska artisten Laleh Pourkarim under två år.
Filmen producerades av bolagen Svenska Grammofonstudion AB, Svenska Filmstudion och Egerstrand&Blund Film, med Film i Väst som samproducent. Filmen fotades av Conny Fridh, Fredrik Egerstrand, Jörgen Bodesand, Sarah Cooper, Magnus Peterson, Lukas Eisenhauer, Erik Flodstrand, Jonas Isfält, Niclas Sandberg, Henrik Hjort, Josef Atlestam, Patrik Gunnar Helin, Henrik Bäckström, Adam Engström, Sebastian Thomsen, Filip Alladin och Kalle Gustafsson Jerneholm. Den klipptes av Björn Lindgren.
Jag är inte beredd att dö än hade svensk biopremiär den 28 november 2014.